# Javier Echecopar
Javier Echecopar Mongilardi (Lima, Perú; 23 de junio de 1955) es un músico peruano, compositor e investigador musical. Sus conocimientos de la tradición popular y el período barroco colonial le han permitido encontrar un punto de confluencia entre la música clásica y la tradicional.

## Biografía
Nació en Lima y creció en un entorno familiar musical.
Inició su formación musical con maestros particulares a los ocho años, edad en que le obsequiaron su primera guitarra. Es sobrino de la primera mujer piloto del Perú, Carmela Combe.
Desde muy joven participó como solista de guitarra en diferentes grupos musicales. Ofreció su primer recital a los 17 años.
Continuó sus estudios en el Conservatorio Nacional de Música del Perú, ingresando con el primer puesto entre 200 postulantes. 
Seguidamente inició un itinerario europeo que lo llevó a estudiar en la École Normale de Musique de Paris (1978-81) —con beca de la UNESCO— y en 1988 continuó estudios de postgrado en el Guildhall School of Music and Drama de Londres, becado por el Consejo Británico.  
En el Perú tuvo como maestros a Humberto Pimentel y a Luis Justo Caballero. En Europa tuvo como referencia e influencia guitarrística a maestros tales como Alberto Ponce, Julian Bream, Abel Carlevaro y Javier Hinojosa. En composición sus maestros fueron Celso Garrido Lecca, Antonio Ruiz-Pipó y Narcis Bonet.
Como músico peruano, Javier Echecopar ha ido consolidando una trayectoria musical que ha sido señalada como ejemplar por diferentes personalidades de la música en Latinoamérica. Desde muy temprano asumió integralmente su país, no solo en el tiempo sino también en su diversidad cultural. Una sólida formación académica y un profundo conocimiento de la música popular, le ha permitido encontrar un punto de confluencia entre la música clásica y la popular, gracias a ello se observa una verdadera simbiosis musical.
Este doble camino inaugura una independencia que reivindica la legitimidad de una tradición paralela a la europea. De una parte se acerca científicamente al estado natural de la música viva y de otra lleva hacia un trabajo de re-interpretación de la música barroca y clásica latinoamericana.

## Investigaciones musicológicas
Su inquietud por la historia musical del Perú y Latinoamérica, unida a su aprecio por la obra musicológica de Bela Bartok, lo llevaron a efectuar un profundo trabajo de investigación centrado en dos vertientes: la tradición popular y el período barroco colonial.
A partir de 1982 inicia un recorrido por las diferentes regiones del Perú, primeramente para acercarse a las fuentes de música tradicional en las fiestas patronales, y posteriormente para investigar la música barroca en bibliotecas y archivos nacionales. Este trabajo abarcó dos de los repositorios más importantes de música barroca en Latinoamérica: el Archivo de San Antonio Abad del Cusco y el Archivo del Arzobispado de Lima. Asimismo descubrió y trabajó varios manuscritos del siglo XVIII de música cortesana para guitarra.
En el área de la música tradicional, publicó en 1987 y 1988 tres álbumes de transcripciones, producto de un largo trabajo de investigación e intercambio con los maestros Raúl García Zárate y Manuelcha Prado.
Su familiarización con el lenguaje de la guitarra andina, lo llevó a grabar integralmente las piezas que transcribió. Fue durante este proceso de asimilación de la música tradicional, que vio la necesidad de ampliar la simbología musical occidental existente, creando nuevos símbolos y adaptándolos a las características propias de la guitarra andina peruana. Una contribución que posteriormente motivaría a otros compositores a escribir nuevas obras para guitarra, varias de las cuales han sido dedicadas a Echecopar, como «Simpay» de Celso Garrido Lecca y «Tiento Mestizo» de Luis Antonio Meza, entre otros.
En el área de la música barroca y republicana, ha publicado varios álbumes de partituras, entre los que destacan el «Libro de Zifra del siglo XVIII», el «Cuaderno para Guitarra de Mathias Maestro» de 1786, y obras del compositor Pedro Ximénez Abril Tirado, de fines del siglo XVIII.
En esta ocasión, las obras fueron grabadas integralmente con dos instrumentos únicos en el mundo: una guitarra Joseph Benedit de 1811 — restaurada en París por el lutier Carlos González Marcos— y una guitarra Manuel Farfán de 1863, restaurada en París por el lutier Danyel Yolis.
Desde el 2014 ha iniciado un trabajo de investigación de largo aliento sobre la obra del músico Pedro Ximénez Abril Tirado, con el propósito de grabarla, publicarla y difundirla.

## Giras
Como concertista de guitarra ha actuado en diferentes escenarios de prestigio en el mundo, tales como: 
- Auditorio de la Ciudad Prohibida (Pekín)
- Auditorio del Metropolitan Museum of Art (Nueva York)
- Salle Cortot (Paris)
- Salle Gaveau (Paris)
- Liechtenstein Palace (Praga)
- Bolívar Hall, Wigmore Hall, Canning House (Londres)
- Auditorio de la ONU Dag Hammarskjold (Nueva York)
- Auditorio de la UNESCO (Paris)
- Museo del Grand Palais (Paris)
- Teatro Rudolfinum (Praga)
- Musik Hochschule (Viena)
- Teatro Nacional (Budapest)
- Teatro George Enescu (Bucarest)
- Auditorio del Conservatorio de Música de Helsinki (Helsinki)
- Auditorio de la Facultad de Arquitectura de la Universidad Nacional de Ingeniería (Lima)
- Palazzo Santa Croce (Roma)
- Teatro Nacional de Costa Rica (San José)
- Teatro Las Cámaras (Quito)
- Auditorio María Callas (Atenas)
- Palacio del Ateneo (Ginebra)
- Auditorio del CERN (Ginebra)
- Museo de América, Ateneo de Madrid, Casa de América (Madrid)
- Teatro Palenque (Sevilla)
- Salle Richellieu de la Universidad de la Sorbona (Paris)
- Gran Teatro de la Universidad Nacional de Ingeniería (Lima)
- Auditorio Santa Úrsula (Lima)
- Catedral de Lima (Lima)
- Catedral del Cusco (Cusco)
- Teatro Municipal (Lima)
- Teatro Nacional Ivan Vazov (Sofía)
- Teatro de la Opera (Belgrado)
- Gran Teatro Nacional (Lima)
- Capilla del Hombre - Museo Guayasamín (Quito)
- Basílica de San Ignacio de Loyola (Roma)

## Reconocimientos
Ha recibido diferentes galardones y distinciones merced a su actividad como intérprete, compositor e investigador, entre otros:
- Su obra de investigación e interpretación musical fue declarada de Interés Cultural para la Nación en el Perú por el Ministerio de Educación (Lima, 1993)
- Sus composiciones fueron publicadas en Francia en 2004 y 2005; seleccionadas como obras para los exámenes finales en 1200 conservatorios de Francia y difundidas en otros países del mundo.

| Año  | Lugar     | Premio |
| ---- | --------- | --- |
| 1987 | Lima      | «Medalla del Centenario» de Heitor Villa-Lobos |
| 2011 | Lima      | «Medalla de la Cultura» otorgada por la Universidad Mayor de San Marcos. |
| 2013 | Barcelona | «Primer puesto» en el Décimo Certamen Internacional de Guitarra de Barcelona Miquel Llobet, Galardón a su composición Suite Popular Peruana.                                       |
| 2017 | Lima      | Homenaje en reconocimiento por su contribución a la investigación y el desarrollo de la técnica y transcripción de la guitarra peruana, por la ENSFJMA.                            |
| 2018 | Lima      | «Primer Premio de la Cultura» otorgado por la Fundación Tord |
| 2021 | Lima      | Declarado como «Artista del Bicentenario», por su valioso aporte a la cultura musical del país, por la Sociedad Nacional de Intérpretes y Ejecutantes de la Música, SONIEM.        |
| 2024 | Lima      | Galardonado “Por su invaluable aporte cultural a la música peruana”. Designación otorgada por las sociedades de gestión colectiva del Perú: SONIEM, APDAYC y UNIMPRO (CAPEMÚSICA). |

## Actividades pedagógicas
Ha ejercido la docencia en diferentes conservatorios y universidades del Perú y de Francia. Asimismo ha ofrecido clases magistrales y conferencias en diferentes instituciones de Europa, Latinoamérica y los Estados Unidos. 
En 2006 fundó la Escuela de Música de la Pontificia Universidad Católica del Perú que dirigió hasta el 2010.
Acorde con su trayectoria musical, Javier Echecopar defiende el concepto de una pedagogía en la que las fronteras entre lo clásico y lo popular desaparezcan progresivamente. Una formación que privilegie el objetivo de lograr «músicos de síntesis», donde cada cual pueda asumir con el mismo nivel de excelencia, profesionalismo y libertad, la música barroca, clásica y popular.

## Actividades y vínculos de cooperación cultural
Delegado ante la UNESCO para el Programa Artistas Transfronteras (1993 – 1996).
Entre 2009 y 2011 fue destacado a Madrid como Agregado Cultural del Perú en España.
Ha sido fundador y miembro de diferentes entidades, como la Comisión Episcopal de la Cultura y Educación en el Perú, y otras de investigación y promoción de la música latinoamericana, como Saywa, Centro Peruano de Música, GUIA, ACEM, y AICA. 
Inspirador y pionero en la utilización del Sistema de afinación PIAGUI, que mejoraría la afinación de los instrumentos musicales de cuerda con trastes fijos. Creado por el Ingeniero Mario Pizarro Aguilar.

## Composición
Las primeras obras de Echecopar reflejan su formación musical temprana en el Perú, y en particular la que recibió en la École Normale de Musique de Paris. En su obra Matices, por ejemplo, si bien sugiere la influencia romántica de Tárrega, en diferentes pasajes podemos encontrar armonías impresionistas. Sucede algo similar con Pájaro Marino y Eguriana Nº1, aunque en esta última se deja sentir la influencia de Heitor Villa-Lobos, compositor muy estudiado y apreciado por Echecopar.
A su regreso al Perú, en 1982, sus investigaciones musicales se convierten en motivos de inspiración que van alimentando sus composiciones. Desde entonces se advierte la presencia de las fuentes musicales que conviven en el Perú: lo andino, lo criollo y afroperuano, así como el barroco latinoamericano. De esta etapa son sus obras Impakmi Urpi, Kashua, Chicama, Festejo, Giga y variaciones, Himno sagrado, etc.
Aunque en esta etapa sus obras aparentan estar concebidas dentro del Sistema Tonal, en muchos casos encontramos reminiscencias de escalas musicales antiguas europeas, entrelazadas sutilmente a posibles «modos» y cadencias usadas en el Perú precolombino. Un lenguaje que pareciera estructurarse bajo la alternancia de armonías subyacentes: Modal andina, tonal mestiza, o tonal barroca andina. Ello se ve también reflejado en la utilización de ornamentos diferenciados, como parte inseparable de la melodía andina peruana.
En cuanto al aspecto rítmico, se advierte el manejo y respeto de acentos inversos y tempos variables, a manera de pulsos diferidos. Se evidencia asimismo la utilización de micro silencios y un especial cuidado en el significado del silencio en el tiempo.
Parte importante de las características mencionadas arriba pueden encontrarse en el Himno Nacional - Tema y Variaciones, y en particular en su Suite Popular Peruana y Suite Barroca Peruana, ambas para cuarteto de cuerdas y guitarra, o bien orquesta de cámara y guitarra.
Si bien Echecopar ha compuesto para diferentes ensembles musicales, dada su formación guitarrística, la guitarra tiene un papel preponderante en su obra. La encontramos con orquesta de cámara y sinfónica, con cuartetos de cuerda, guitarra e instrumentos de viento, guitarra y voz, y evidentemente como guitarra solista.

## Composiciones publicadas
- Suite Popular Peruana, para Cuarteto de Cuerdas y Guitarra (Lima, 2008)
- Suite Barroca Peruana, para Cuarteto de Cuerdas y Guitarra (Lima, 2007)
- Hanacpachap y variaciones, para Guitarra (Lima, 2006)
- Himno Nacional y variaciones, para Guitarra (Lima, 2006)
- Eguriana N° 1, para Guitarra (Lima, 2006)
- Marizápalos, para Guitarra (Lima, 2006)
- Cáliz del 36 (Elegía), para Guitarra (París, 2004/2005)
- Matices (Trémolo), para Guitarra (París, 2004/2005)
- Himno sagrado, para Guitarra (París, 2004/2005)
- Imapakmi urpi, para Guitarra (París, 2004/2005)
- Pájaro marino, para Guitarra (París, 2004/2005)
- Chicama, para Guitarra (París, 2004/2005)
- Dos aires norteños, para Guitarra (París, 2004/2005)
- Canción de cuna, para Guitarra (París, 2004/2005)
- Aire del sur, para Guitarra (París, 2004/2005)
- Festejo, para Guitarra (París, 2004/2005)
- Memento, para Guitarra (París, 2004/2005)
- Tonada, para Guitarra (París, 2004/2005)
- Giga y variaciones, para Guitarra (París, 2004/2005)
- Agota, para Guitarra (París, 2004/2005)
- Kashua, para Guitarra (París, 2004/2005)
- Lachay I (cinco composiciones), para Guitarra (Bruselas, 1994)
- Lachay II (cinco composiciones), para Guitarra (Bruselas, 1994)
- Aire colonial, para Guitarra (Lima, 1990)
- Jirish janka, para Guitarra (Lima, 1990)

## Otras publicaciones
- LA MÚSICA DEL PERÚ - Tras los códigos de nuestras identidades culturales (Lima, 2023)
- La educación musical en el Perú (Lima, 2008)
- La investigación musical y la identidad cultural (Lima, 2007)
- Rosa Mercedes Ayarza y la Música Popular Peruana, recopilaciones, arreglos y composiciones (USMP, 2007)
- Álbum de composiciones de Javier Echecopar (París, 2004/2005)
- Cuaderno de Música para Guitarra de Mathías José Maestro (París, 2004)
- Libro de Zifra (París, 2005)[7]
- Poemas ingenuos (Alfonso de Silva, Lima, 1999)
- Melodías virreinales del Perú (Lima, 1992)
- Simpay para Guitarra (Celso Garrido Lecca, Lima, 1992)
- Música andina del Perú, Vol. I (Lima, 1988)
- Música andina del Perú, Vol. II (Lima, 1987)

## Discografía
- Primer Concierto del Bicentenario (Lima, 2017)
- 4 Siglos de guitarra en el Perú (París, 2006)
- Guitarra andina del Perú (Lima, 2005)[8]
- Lo mejor de Javier Echecopar (Lima, 2005)
- La Guitarra en el Barroco del Perú (París, 2002)
- La Guitarra Romántica en el Perú (París, 2002)
- Compositions, vol. 1 (Lima, 2001)
- Tres Siglos de guitarra en el Perú (Lima, 1994)
- Guitare du Pérou (Paris, 1993)
- Melodías virreynales del siglo XVIII (Lima, 1992)
- Homenaje a los Andes (Lima, 1990)
- Matices (Lima, 1990)
- Disco Guitarra peruana (Lima, 1987)
- Disco Guitarra del Perú, München, Bubenik & Co (1986)

## Videografía
- Primer Concierto del Bicentenario (Lima, 2017)
- Echecopar en el Palacio Arzobispal (Lima, 2012)
- Del Barroco a lo Andino (Lima, 2010)
- Javier Echecopar, entre Paris y Lima (2007)
- Entre el barroco y lo andino (1994)
- Inventando Símbolos Musicales (Lima, 1990)
- Javier Echecopar y la música (Lima, 1989)